# Ehsan Fadakar
Ehsan Fadakar Bani, född 26 augusti 1982 i Iran, är en svensk-iransk journalist och företagare i mediebranschen.

## Biografi
Fadakar är född i Iran, men uppvuxen i Göteborg och har svenskt medborgarskap. Han började på Nyheter24 som sportreporter 2008 och arbetade sedan även som allmänreporter, sportchef och specialsajtschef, innan han år 2011 utsågs till chefredaktör. Han blev 2013 chef för sociala medier på Aftonbladet. Under 2014 startade han även underhållningssajten Lajkat.se tillsammans med Erik Carlsson. I januari 2017 blev han chef för social- och tredjepartsstrategi på mediekoncernen Schibsted.
Efter att ha stängts av och en internutredning genomförts så lämnade Ehsan Fadakar Schibsted-koncernen den 17 november 2017 efter anklagelser om bland annat fysiska och psykiska trakasserier mot en kvinnlig medarbetare. Han hade då redan i oktober 2017 lämnat Lajkat.se.
I oktober 2018 startade han Digibyrån Sverige AB, en konsultfirma inom media, marknadsföring och digitalisering.